# Georges Busson
Pour les articles homonymes, voir Busson.
Georges Louis Charles Busson, né à Paris le 28 février 1859 et mort en juillet 1933 à Versailles, est un peintre français.

## Biographie
Élève de son père Charles Busson et de Luminais, vice-président de la Société des peintres de chevaux, on lui doit des toiles représentants des chevaux, des chiens, des scènes de chasses et des courses. 
Membre de la Société des artistes français, il expose dès 1884 au Salon des artistes français où il obtient l'année suivante une médaille d'honneur et une médaille de 3e classe en 1887 avant de passer en hors-concours. 
René Édouard-Joseph juge son art « plein de mouvement et de vie, d'une grande sincérité ».

## Œuvres[4]
- Le Concours hippique (aquarelle)
- Portrait de Roabouga (peinture à l'huile)
- A la voix (aquarelle)
- Sortie du Chenil (aquarelle)
- Portrait de chien
- Au Feu !

## Galerie

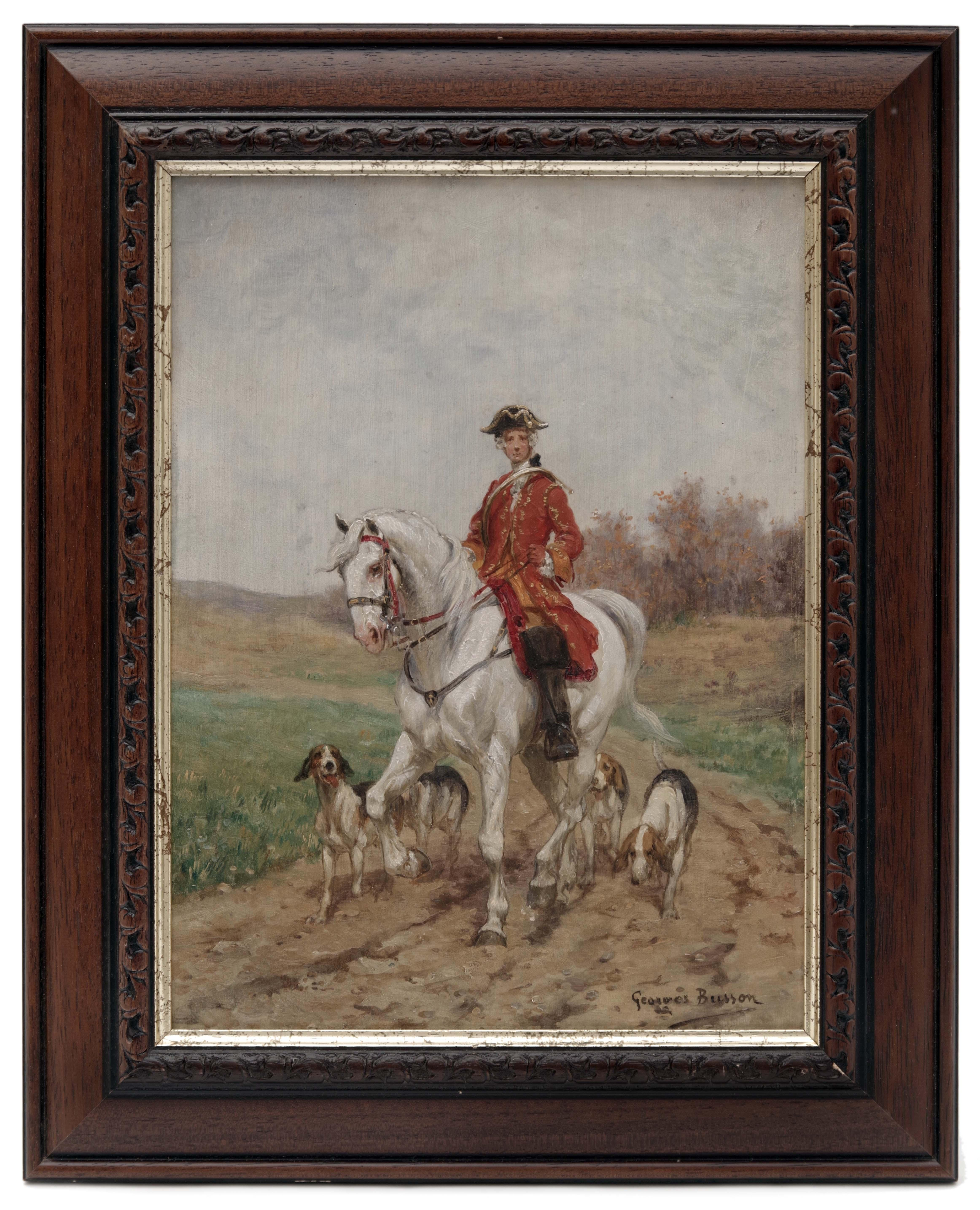
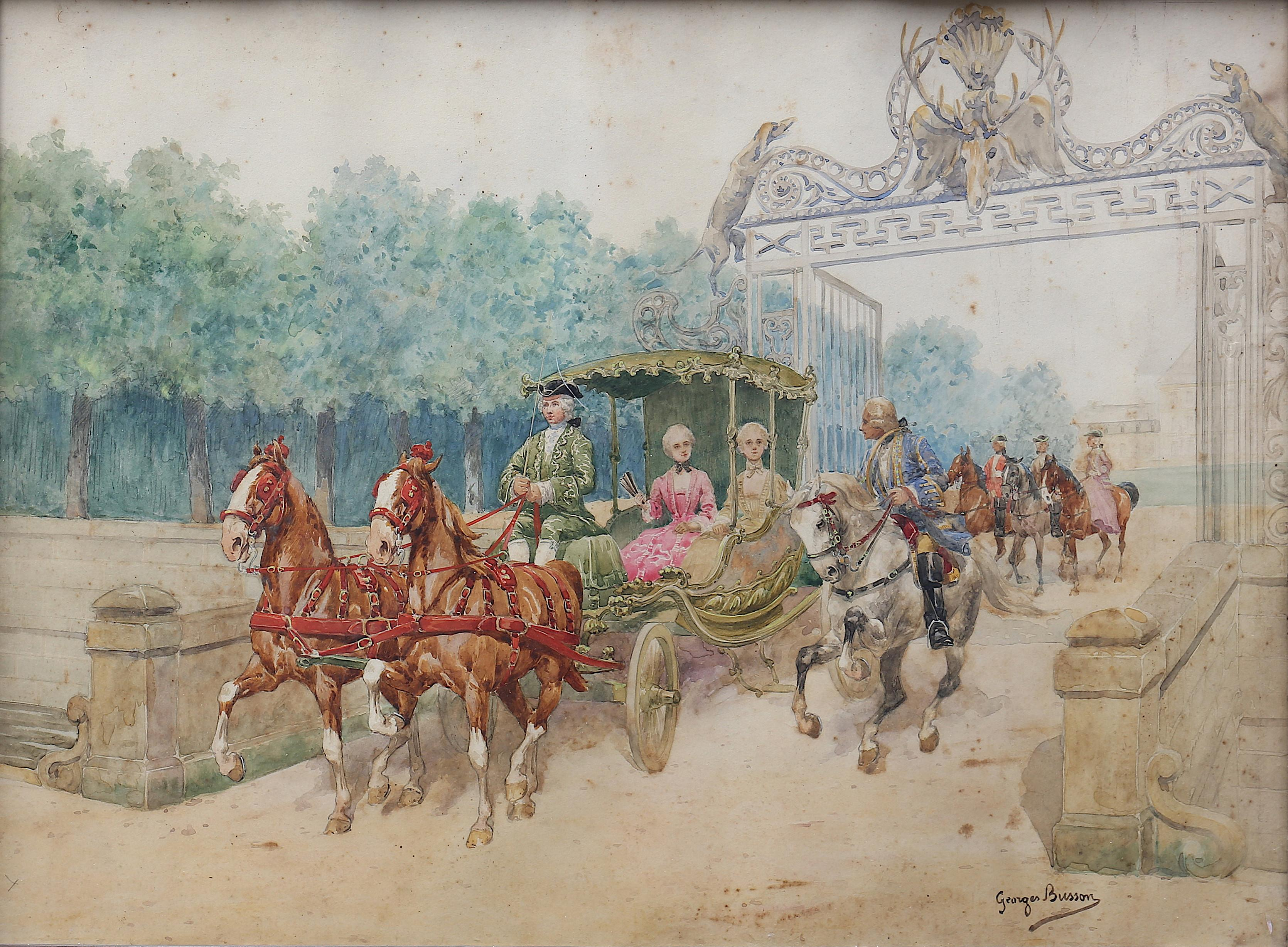
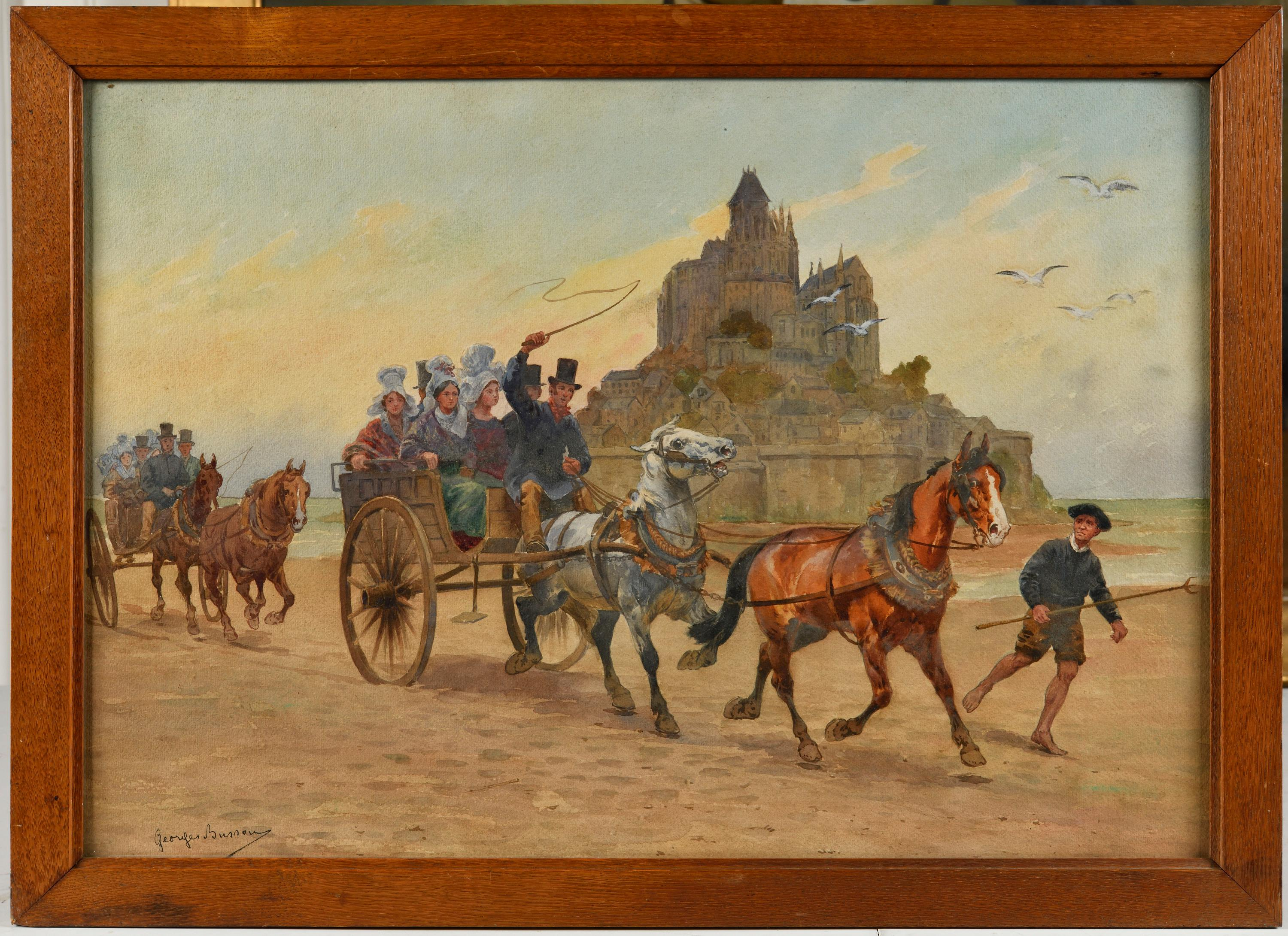
Attelage devant le Mont Saint-Michel
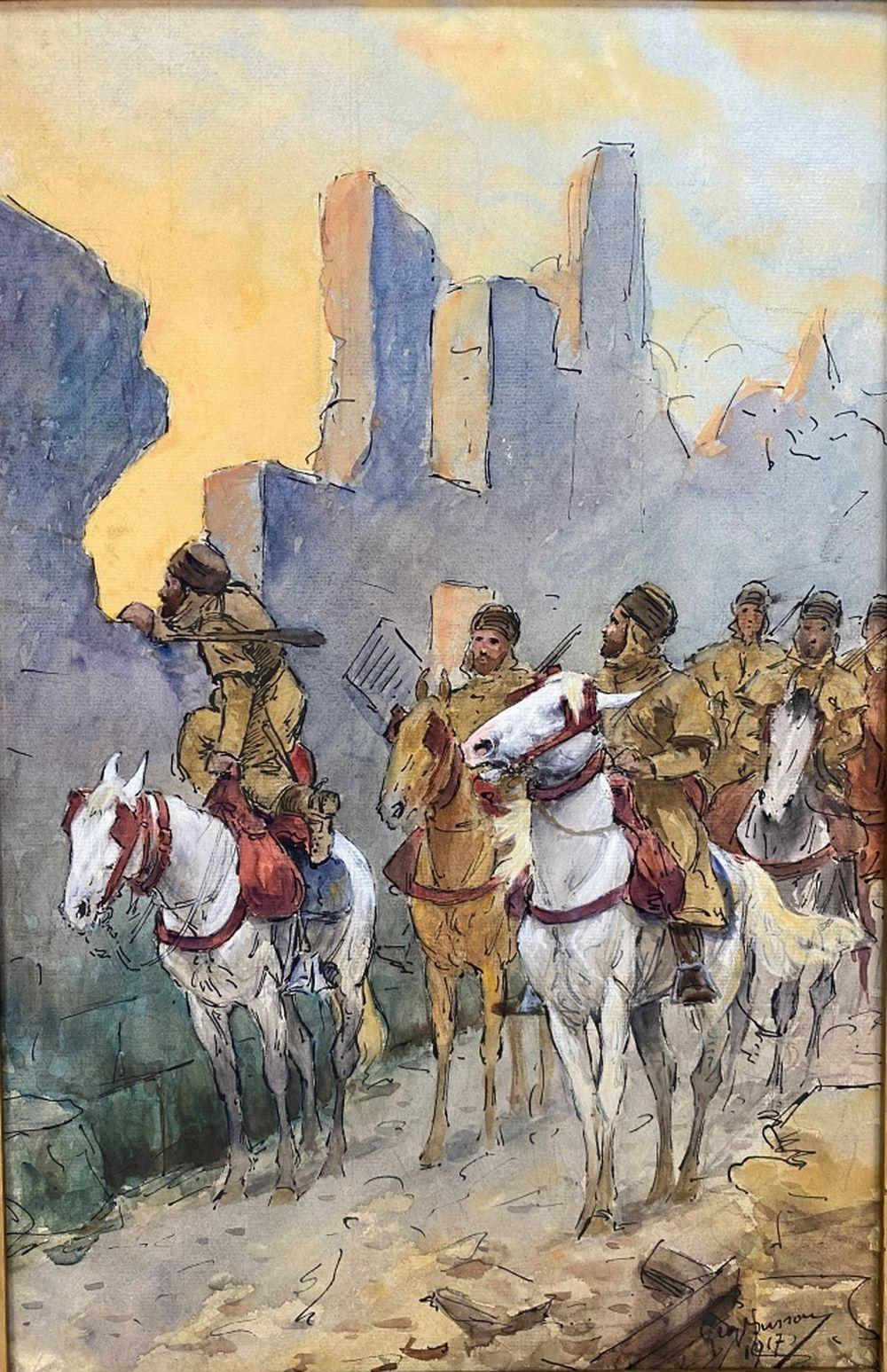